# Blackstar Amplification

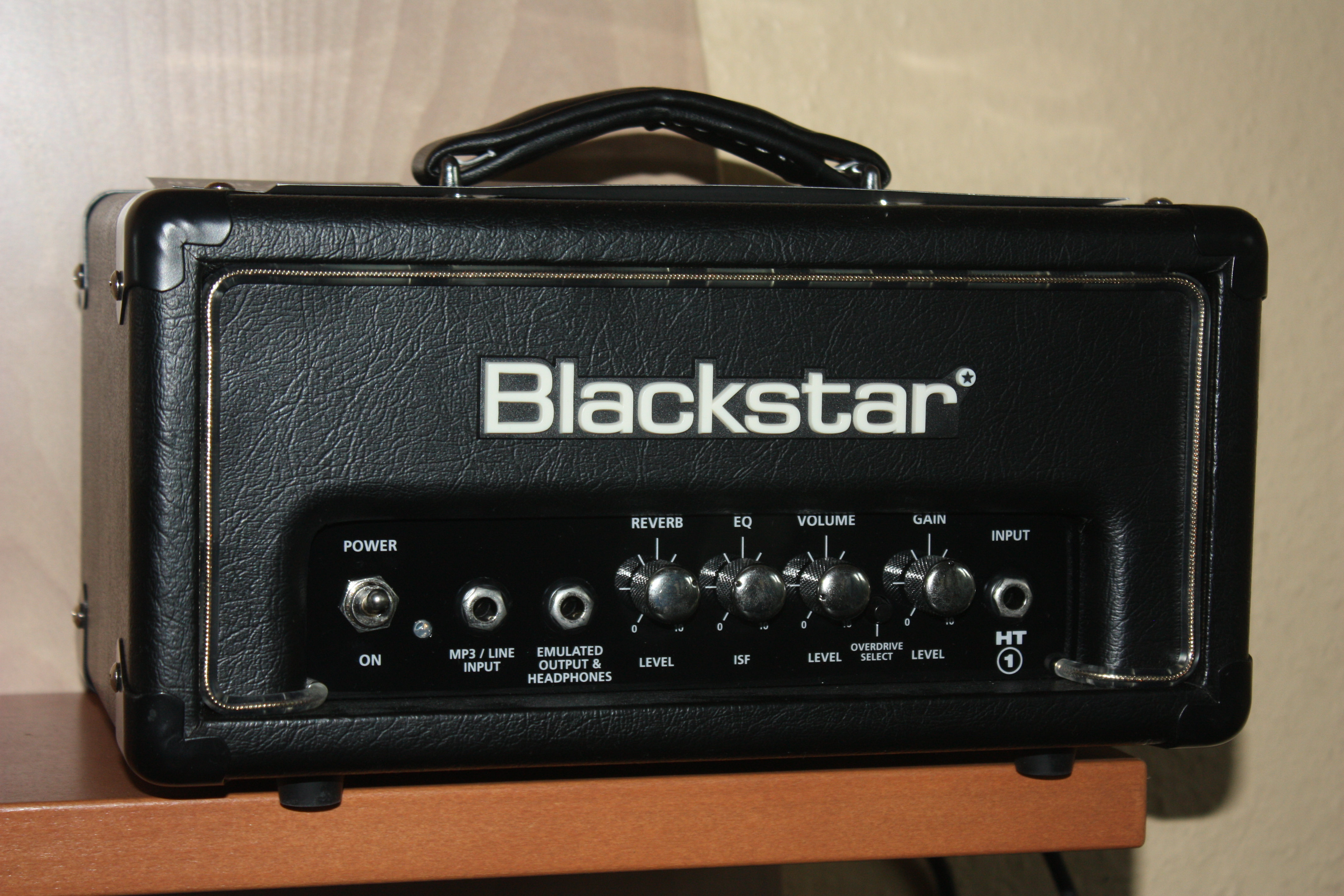
Amplificatore Blackstar H1-RH

Blackstar Amplification è una fabbrica inglese di amplificatori per chitarra ed effetti. È stata fondata da ex dipendenti della Marshall, ditta anch'essa inglese .

## Amplificatori
Artisan Series 
La Artisan Series è progettata nel Regno Unito ma è costruita, sotto licenza e con il metodo della costruzione punto a punto, in Corea. La gamma comprende modelli da 15,30 e 100 watt disponibili sia in forma combo che in testata.
One Series
La One Series offre più funzioni rispetto alla serie Artisan tra cui l'ISF (Infinite Shape Feature), una funzione brevettata da Blackstar che permette di suonare brani sia secondo lo stile "Inglese" sia secondo lo stile "Americano" semplicemente girando il relativo potenziometro.
HT-1
È la versione dell-HT-5 ma con la potenza di 1 Watt. È venduta in versione testata ma è disponibile una cassa specifica, da 60 watt, prodotta dalla Blackstar stessa.
HT-5 Series
Questa serie, come la HT-1, è disponibile solo come testata ma esistono anche per lei delle casse specifiche. Essenzialmente si tratta di un pedale HT con amplificatore ed ha caratteristiche, come l'ISF e l'EQ tipiche di alcuni modelli. Questa serie comprende anche un'uscita emulata che consente di registrare il suono valvolare senza la necessità di casse.
HT Venue Series
È stata lanciata in occasione dell'edizione invernale del NAMM Show 2010, e riprende in gran parte le caratteristiche della serie HT-5 ma offre più potenza. Sono disponibili modelli con 20, 40, 50, 60 o 100 Watt di potenza. In particolare il modello da 20 Watt è disponibile sia come testata sia come combo, mentre i modelli da 50 o 100 Watt sono disponibili solo come testata e i rimanenti modelli da 40 e 60 Watt solo come combo.
HT Metal Series
La Serie HT Metal è stata creata specificamente, come suggerisce il nome, per il genere Metal. Le testate sono disponibili in 3 modelli, con potenza, rispettivamente, da 1,5 e 100 Watt mentre le combo sono anch'esse disponibili in 3 modelli ma con potenza da 1,5 e 60 Watt, rispettivamente. Questa serie è stata presentata durante la Musicmesse 2013.
ID Series e ID:Core series
Entrambe sono modelli di amplificatori programmabili digitali ma si differenziano per la potenza massima e per alcune caratteristiche aggiuntive:
- La ID: Series è disponibile in formato testata, da 60 e 100 Watt, e in formato Combo da 15.30,60 e 100 watt. Tutti i modelli hanno il potenziometro per l'ISF e equalizzatori per i bassi, medi e alti.
- La ID: Core Series è stata presentata durante il NAMM 2014 ed è disponibile solo in formato Combo con potenze da 10,20 e 40 watt. È l'unica serie a presentare due altoparlanti all'interno in modo da ricreare un effetto stereofonico (quindi, ad esempio, il modello da 10 watt ha 2 altoparlanti da 5 watt al suo interno), ha il potenziometro per l'ISF ma, rispetto alla ID Series, non ha l'equalizzatore per i bassi, medi e alti. Durante il NAMM Show 2015 è stato presentato il modello ID:Core BEAM: si tratta di un amplificatore Combo da 20 watt dotato di ricevitore Bluetooth che permette di controllare le impostazioni dell'amplificatore tramite smartphone, usando l'apposita App, così come avviene tramite computer con Blackstar Insider per gli altri modelli. La presenza dell'interfaccia bluetooth non pregiudica l'utilizzo dell'amplificatore tramite computer con Blackstar Insider.

Fly
Si tratta di un piccolo amplificatore portatile da 3 Watt alimentato con 6 batterie stilo o con un alimentatore esterno da 6 Volt. A differenza degli altri modelli non è dotato di effetti o degli equalizzatori per i bassi, medi ed alti ma conserva il potenziometro per l'ISF. Su retro dell'amplificatore, al di sopra del connettore per l'alimentatore esterno, è presente una porta di espansione per collegarlo ad un amplificatore Fly F103, anch'esso da 3 watt, in modo da avere un amplificatore stereo da 6 watt complessivi. Può essere usato anche come Studio monitor o come altoparlante per ascoltare musica attraverso smartphone o lettore MP3.

## Blackstar Insider
È un software, disponibile per Pc e Mac, attraverso il quale è possibile gestire il proprio amplificatore: viene usato per aggiornare il firmware dell'amplificatore ma è anche possibile modificare gli effetti già preimpostati sull'amplificatore con altri a propria scelta, ottenendo altri effetti dalla community creata appositamente per il programma. È anche possibile regolare impostazioni come volume, equalizzazione o ISF senza intervenire sui potenziometri presenti sull'amplificatore o utilizzare la funzione tuning per accordare il proprio strumento; al 26 dicembre 2014 la versione del programma è la 1.6.2.

## I Pedali
La Blackstar oltre a produrre diversi modelli di amplificatori produce anche vari tipi di pedali. All'inizio offriva 6 modelli di pedali: Boost, Overdrive, Distortion, DISTX, Dual e Metal. Tutti i pedali sono valvolari e come gli amplificatori HT-5 Series hanno un'uscita emulata che permette la registrazione diretta. A partire da marzo 2010 Blackstar ha introdotto la serie HT,anch'essa valvolare, che è disponibile in 3 modelli: Riverbero, Delay e Modulazione.

## Gli Endorsers
Tra gli endorsers della Blackstar Amplification troviamo: Gus G., Fredrik Åkesson, Erkekjetter Silenoz, Gaz Coombes, Hamish Glencross, James Williamson (chitarrista), Vegard Sverre Tveltan (in arte, Ihsahn), Funeral for a Friend, Jared James Nichols